# ヴャチェスラフ1世

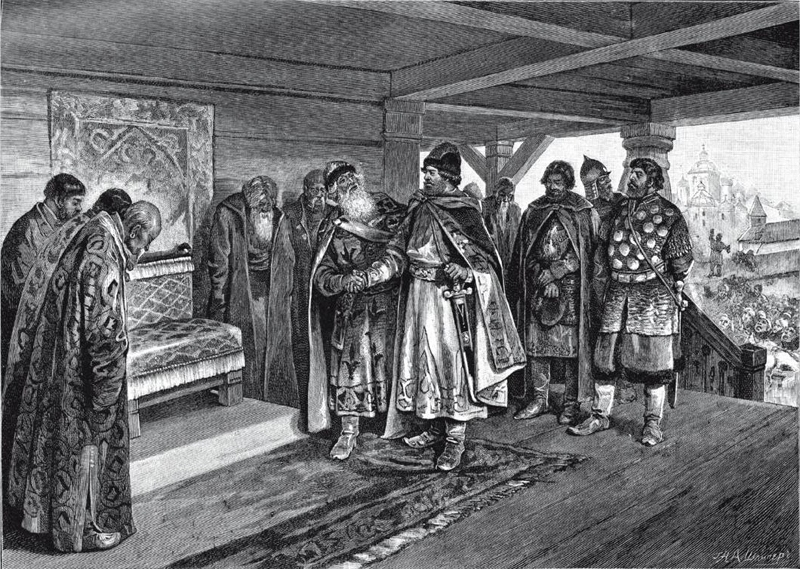
甥イジャスラフ2世と和解するヴャチェスラフ1世

ヴャチェスラフ1世（ヴャチェスラフ・ウラジミロヴィチ）（ロシア語:Вячеслав Владимирович、ウクライナ語:В'ячеслав Володимирович、1083年? - 1154年12月）は、ウラジーミル・モノマフとギータとの間の子である。スモレンスク公：1113年 - 1127年。トゥーロフ公：1127年 - 1132年、1134年 - 1142年、1143年 - 1146年。ペレヤスラヴリ公：1132年 - 1134年、1142年 - 1143年。キエフ大公の位には、1139年2月22日 - 1139年3月4日、1150年7月、1151年4月 - 1154年の3回にわたって就いている。

## 生涯
1113年から1127年の14年間、ヴャチェスラフはスモレンスク公だったが、1127年に兄のムスチスラフが、自身の息子のロスチスラフをスモレンスク公としたため、ヴャチェスラフはトゥーロフ公となった。また、1132年には別の兄のヤロポルクによってペレヤスラヴリ公となった。しかし、1134年、ヴャチェスラフは独断でトゥーロフへ帰ると、甥のイジャスラフを追い出した。その結果、オレグ一門の援助を受けた甥との闘争が始まった。
1139年2月18日に、キエフ大公位にあったヤロポルクが死ぬと、ヴャチェスラフはキエフ大公の位を相続した。しかし、ヴャチェスラフは性格や行動に欠点があり、母でさえ、キエフ大公の位をオレグ一門のチェルニゴフ公フセヴォロドに譲らせようとした。事実、1度目のキエフ大公位の在位期間はごく短期のうちに終わった。その後、1142年に2度目のペレヤスラヴリ公、1143年1月には3度目のトゥーロフ公となった。
1146年、キエフ大公位にあったフセヴォロドの死後、ヴャチェスラフは再び政治への積極的な干渉を試みはじめた。自身の去就以外にも、甥のウラジーミル（異母弟アンドレイの子）の、ヴォルィーニ公への即位を画策した。しかし、新しいキエフ大公には甥のイジャスラフ（上記のイジャスラフ）が就き、ヴャチェスラフの領土だったトゥーロフと、甥のために画策したヴォルイーニは、共にイジャスラフのものとなった。ヴャチェスラフには、ヴォルィーニの小都市・ペレソプニツァが与えられた。ヴャチェスラフは、異母弟ユーリー・ドルゴルーキーと連合する道を選んだ。1149年、連合軍はイジャスラフを破った。また、ユーリーによって、小さいが戦略的に重要なキエフ近郊の都市・ヴィシゴロドを得た。
1150年には、イジャスラフの反撃によってユーリーが敗れた。ヴャチェスラフはキエフに乗り込み、一時的にキエフ大公（2度目のキエフ大公）となった。しかし、敵対していたイジャスラフと和解してキエフ大公位を譲渡すると、逆にそれまでの同盟者だったユーリーとの戦争を始めた。彼ら3人によるキエフ大公位をめぐる闘争は、1151年にイジャスラフがユーリーに勝利することで決着がついた。イジャスラフはヴャチェスラフを呼び寄せ、2人による共同統治が行われた。これはヴャチェスラフにとって3度目のキエフ大公となった。
共同統治は3年間続いたが、1154年にイジャスラフが死去し、同年12月にヴャチェスラフも死去した。